# Halalaimus amphistrius
Halalaimus amphistrius är en rundmaskart som beskrevs av Vitiello 1970. Halalaimus amphistrius ingår i släktet Halalaimus och familjen Oxystominidae. Inga underarter finns listade i Catalogue of Life.